# 第2號鋼琴奏鳴曲 (布拉姆斯)
升F小调第2號鋼琴奏鳴曲，作品2由约翰内斯·勃拉姆斯創作於1852 年的德國漢堡，並於次年出版。 儘管這是他出版的第二部作品，但實際上創作時間先於第一鋼琴奏鳴曲，這是因為勃拉姆斯認識到首部作品的重要性，並認為C大調奏鳴曲的質量更高，所以才在之後出版本升F小调奏鳴曲。它與他的第一首奏鳴曲一起被寄到布賴特科普夫和哈特爾出版社，并附有羅伯特·舒曼的推薦信。舒曼熱情地贊揚了勃拉姆斯，在奏鳴曲中以其技術要求和戲劇性，給人留下深刻印象。奏鳴曲是獻給克拉拉·舒曼的。

奏鳴曲有四個樂章：
1. Allegro non troppo, ma energico (升f小调)
2. Andante con espressione (b小调 – B大調)
3. Scherzo: Allegro — Poco più moderato (b小调 – D大調 – b小调)
4. Finale: Sostenuto — Allegro non troppo e rubato — Molto sostenuto (升f小调 –  升F大調)

第一樂章採用傳統的奏鸣曲快板形式。第二樂章是基於德国民谣《我很抱歉》（Mir ist leide）的主題和變奏。如同第一钢琴奏鸣曲，变奏从小调模式移至同主音大调。第三乐章是一首谐谑曲和三重奏，其开头主题与第二乐章几乎相同。终曲以A大调（ 升f小調的关系大调）的简短引子开始。引子的主题被用作该乐章的第一主题，全曲采用的奏鸣曲式，其中呈示部带有反复。终曲的尾声，标记为极弱（pp)，用弱音踏板演奏，返回並擴展了樂章引子中的素材。